# Leptoteleia serapis
Leptoteleia serapis är en stekelart som först beskrevs av Nixon 1931.  Leptoteleia serapis ingår i släktet Leptoteleia och familjen Scelionidae. Inga underarter finns listade i Catalogue of Life.